# Christopher Friedenreich Hage (1759-1849)
 Der er flere personer med dette navn, se Christopher Friedenreich Hage.
Christopher Friedenreich Hage (født 1759, død 1849) var købmand.
Han blev født i Stege som søn af Johannes Jensen Hage og Bodel Margrethe Friedenreich. Medlemmer af familien Hage var købmænd i Stege i al fald fra 1600-tallet. Købmandsgården Hages Gård er opført 1799 og ligger tæt ved havnen i Stege.
I 1796 blev han gift med Arnette Christiane født Just, med hvem han fik 10 børn, deriblandt købmændene Christopher Theodor Friedenreich Hage (1819-1872) og Alfred Anton Hage (1803-1872).